# USS Laffey (DD-459)
El USS Laffey (DD-459) de la Armada de los Estados Unidos fue un destructor de la clase Benson puesto en gradas en enero de 1941, botado en octubre de 1941 y asignado en marzo de 1942. Su nombre honra a Barlett Laffey, condecorado con la Medalla de Honor. Fue hundido durante la batalla naval de Guadalcanal el 13 de noviembre de 1942.

## Construcción
Fue construido por Bethlehem Shipbuilding Corporation (San Francisco, California); fue puesto en gradas el 13 de enero de 1941, botado el 30 de octubre de 1941 y asignado el 31 de marzo de 1942.

## Historia de servicio
Durante la batalla naval de Guadalcanal el Laffey se enfrentó en una acción nocturna a la flota japonesa el 13 de noviembre de 1942. El USS Laffey se enfrentó en un duelo a muy corta distancia con el acorazado japonés Hiei al cruzarse con el destructor americano a muy corta distancia.
El Hiei encendió sus nueve enormes luces de búsqueda en el curso de la penetración en la formación estadounidense, convirtiéndose en el objetivo de los disparos de muchos de los barcos estadounidenses. El Laffey cruzó tan cerca del Hiei que estuvieron a punto de chocar, librándose solo por apenas 6 metros.  El Hiei era incapaz de bajar la posición de sus cañones principales, y los secundarios estaban lo suficientemente abajo como para disparar contra el Laffey, pero este último fue capaz de dañar la superestructura del Hiei con proyectiles de 5 pulgadas (127 mm) y fuego de ametralladora, causando fuertes daños al Hiei y al puente de mando, hiriendo al vicealmirante Abe y matando a su jefe de personal, Hara.
El destructor se hundió en esa misma acción luego de salvas de cañones y un torpedo que lo habían dejado fuera de combate. Fue condecorado con la Citación presidencial.